# VIVA Comet 2011

Viva Comet Logo (2011)

Der 16. VIVA Comet wurde am 27. Mai 2011 in acht Kategorien in der König-Pilsener-Arena in Oberhausen vergeben.

## Moderatoren
- Collien Fernandes
- Palina Rojinski (Co-Moderatorin)

## Liveacts
Als Showacts traten auf:
- Big Time Rush
- Cassandra Steen
- Culcha Candela
- Die Atzen (Frauenarzt und Manny Marc) mit Nena
- Frida Gold
- Madcon
- Sunrise Avenue
- Pietro Lombardi
- Nena

## Nominierte

### Beste Band
- Culcha Candela

- Beatsteaks
- Die Fantastischen Vier
- Ich + Ich
- Monrose

### Beste Künstlerin
- Lena

- Cascada
- Cassandra Steen
- Nena
- Sarah Connor

### Bester Künstler
- Sido

- Clueso
- Mark Medlock
- Unheilig
- Xavier Naidoo

### Bester Durchstarter
- The Black Pony

- Daniela Katzenberger
- Frida Gold
- Marteria
- Mehrzad Marashi

### Bester Song
- Unheilig – Geboren um zu leben

- Juli – Elektrisches Gefühl
- Lena – Satellite
- Revolverheld feat. Marta Jandová – Halt dich an mir fest
- Sido feat. Adel Tawil – Der Himmel soll warten

### Bester Partysong
- Laserkraft 3D – Nein, Mann!

- Culcha Candela – Berlin City Girl
- Die Atzen (Frauenarzt und Manny Marc) feat. Nena – Strobo Pop
- Milk & Sugar vs. Vaya Con Dios – Hey (Nah Neh Nah)
- Uwu Lena –  Schland O Schland

### Bester Liveact
- Revolverheld

- Die Fantastischen Vier
- Fettes Brot
- Polarkreis 18
- Scooter

### Bestes Video
Über die Nominierungen für das beste Video wurde in einem Jury-Voting entschieden. Diese Jury besteht aus Vertretern der Musikindustrie, Videoregisseuren und VIVA-Mitarbeitern.
- Beatsteaks – Milk & Honey

- Die Fantastischen Vier – Danke
- Jupiter Jones – Still
- Laserkraft 3D – Nein, Mann!
- Marteria – Sekundenschlaf

### Platin-Comet
- Nena[2]